# Saline Altensalz

Saline Altensalz im Jahr 1721

Die Saline Altensalz war ein Werk zur Salzgewinnung in Altensalz  im sächsischen Vogtland.

## Geschichte
Die Nutzung der in Altensalz zutage tretenden Solequellen lässt sich bis 1493 zurückverfolgen. Die Salz-Wasser-Lösung entstammte allerdings nicht lokalen Steinsalzlagern, sondern floss unterirdisch aus dem Thüringer Becken zu. Durch ein Hochwasser wurden die angelegten Schächte 1542 verschlammt und verschüttet, die Solequelle versiegte. Seit der Regierungszeit von Kurfürst August von Sachsen (1553–1586) gab es wiederholte, aber erfolglose Bemühungen zur Wiederaufnahme der Salzproduktion. Daran war u. a. 1603 auch der kursächsische Oberbergmeister Martin Weigel beteiligt. Erst der Landjägermeister Hans-Georg von Carlowitz (1586–1643) konnte die Produktion 1641/42 wieder aufnehmen. Von Carlowitz ließ ein 48 Ellen langes Gradierhaus errichten, welches man später auf 168 Ellen verlängerte. Der Aufschwung war allerdings nur von kurzer Dauer. Nach dem Tod von Carlowitz'  verfielen die Anlagen wieder, 1656 wurde ein Teil der Gebäude durch ein Feuer vernichtet.
Johann Christian Lehmann (1675–1739), ein Leipziger Physiker und Mediziner, erhielt am 31. August 1717 das Privileg zur Nutzung der Altensalzer Mineralquelle. Vier Jahre später  ließ er die vorhandenen Gebäude der Saline umbauen und erweitern. Der wirtschaftliche Erfolg des Salzwerks der treuen Sachsen Pflicht und Bau, vivat Fridericus Augustus, König in Polen und Chur-Fürst zu Sachsen war aber begrenzt. Zwischen 1727 und 1734 wurden im Schnitt weniger als 10 Tonnen Salz pro Jahr produziert. Dafür hatte Lehmann aber für den Ausbau der Saline neben beträchtlichen Eigenmitteln auch 25.000 Taler Staatsdarlehen aufgenommen. Der kurfürstlich-sächsische Bergrat und Salinenexperte Johann Gottfried Borlach legte Lehmann mehrfach die Einstellung seiner verlustreichen Salzproduktion nahe. Aber erst nach Lehmanns Tod wurden die Saline stillgelegt und die Anlagen abgerissen.
In den folgenden Jahrzehnten entwickelten sich Artern, Bad Kösen und Bad Dürrenberg zu den effizientesten und leistungsstärksten Salinen Kursachsens. Erst nach dem Verlust dieser Standorte im Zuge des Wiener Kongresses erinnerte man sich wieder an die Altensalzer Solequelle. Untersuchungen des Chemikers Wilhelm August Lampadius und Bohrungen des Salinisten Carl Christian Friedrich Glenck bestätigten aber einen zu geringen Salzgehalt (0,75–1,0 %), so dass eine Neuerschließung der Solequelle unterblieb. Ab 1930 wurde das Altensalzer Wasser (enthält u. a. Natrium, Kalzium, Chlorid) als Trinkquelle genutzt. Im Zuge der Errichtung der Talsperre Pöhl wurde die Solequelle 1964 endgültig verschlossen.